# Факторы риска ишемической болезни сердца
Факторы риска ишемической болезни сердца — то, что может повысить вероятность развития данного сердечно-сосудистого заболевания. Ишемическая болезнь сердца (ИБС) — состояние, при котором кровеносные сосуды, снабжающие кровью сердце, повреждаются или блокируются, обычно из-за атеросклеротических бляшек. ИБС может вызывать стенокардию, инфаркт миокарда, сердечную недостаточность и остановку сердца. Ишемическая болезнь сердца — основная причина смерти взрослого населения мира. По разным данным она занимает от одной трети до половины всех случаев сердечно-сосудистых заболеваний (ССЗ). Факторы риска ишемической болезни сердца были официально установлены лишь в начале 1960-х годов — в это время получили первые результаты Фрамингемского исследования сердца, которое началось в 1948 году и продолжается до сих пор. Это исследование позволило глубже понять эпидемиологию и факторы риска сердечно-сосудистых заболеваний.

## Немодифицируемые
Это факторы риска, которые нельзя улучшить профилактическими мерами, но их часто учитывают при определении группы риска по сердечно-сосудистым заболеваниям отдельного человека.

### Старший возраст
Риск развития ишемической болезни сердца увеличивается после 45 лет у мужчин и после 55 лет у женщин. Если говорить про сердечно-сосудистые заболевания в целом, то их распространенность значительно возрастает с каждым десятилетием жизни после 40 лет. В одном исследовании оценивали наличие сердечно-сосудистых заболеваний у 3,6 миллиона человек в возрасте 40 лет и старше. Оказалось, что от 40 до 50 лет они в среднем были у 2 % людей, от 51 до 60 лет — у 3,5 %, от 61 до 70 лет — у 7,1 %, от 71 до 80 лет — у 13 %, от 81 до 90 — у 22,3 % и от 91 до 100 лет — у 32,5 %. После поправки, учитывающей другие факторы риска, можно сказать, что каждое дополнительное десятилетие жизни удваивало риск сосудистых заболеваний.

### Мужской пол
Один лишь мужской пол может увеличивать вероятность ишемической болезни сердца, хотя причина такой зависимости пока до конца не ясна. Есть гипотеза, что это может быть связано с наследственными вариациями Y-хромосомы. В одном исследовании анализировали генетические данные 3233 биологически неродственных мужчин. У потомков одной ветви с общим древним предком и уникальными мутациями в Y-хромосоме (их предковая линия называется гаплогруппа I, и она почти полностью уникальна для европейцев) было значительно больше случаев ишемической болезни сердца, чем у мужчин из других ветвей генеалогического древа.

### Менопауза
Средний возраст женщин, которые проходят менопаузу, — 51 год. Но это может произойти в любое время от 45 до 55 лет, все зависит от индивидуальных особенностей организма. У женщин в пременопаузе серьёзные проявления ишемической болезни сердца, такие как инфаркт миокарда и внезапная остановка сердца, встречаются относительно редко. После менопаузы частота и тяжесть ишемической болезни сердца резко возрастают. Например, они становятся в три раза выше, чем у женщин того же возраста, которые пока остаются в пременопаузе.

### Семейная история ССЗ
Если у человека есть родственники первой линии с историей ранних сердечно-сосудистых болезней — это тоже независимый фактор риска. Ранним заболеванием считается появление болезней сердца до 55 лет у отца или брата и до 65 у матери или сестры.
В некоторых рекомендациях к факторам риска относят также наличие сердечно-сосудистых болезней у двоих или более родственников первой степени родства (отец, мать, братья и сестры) в любом возрасте с одной стороны — материнской или отцовской. Или наличие трёх и более родственников с болезнями сердца в любом возрасте и любой степени родства с одной стороны семьи.

## Модифицируемые
Многие факторы риска сердечно-сосудистых заболеваний можно корректировать с помощью специальных профилактических мер или через контроль сопутствующей болезни. Считается, что среди этой группы есть пять основных факторов риска, которые в сумме ответственны за более чем половину всех смертей от сердечно-сосудистых заболеваний. Это дислипидемия (обычно учитывается повышенный уровень общего холестерина и холестерина липопротеинов низкой плотности), повышенное артериальное давление, курение,ожирение и сахарный диабет.

### Дислипидемия
Высокий уровень общего холестерина и холестерина липопротеинов низкой плотности («плохого холестерина») увеличивает риск развития ишемической болезни сердца. Медицинское сообщество выдвигает разные рекомендации по тому, какой уровень холестерина требует профилактики. Это во многом зависит от индивидуальных особенностей пациента (образа жизни, вредных привычек, возраста) и его личного уровня риска развития сердечно-сосудистых заболеваний, который рассчитывается с помощью различных методов, например, шкалы SCORE или калькулятора ASCVD Risk Calculator.
Кроме повышенного уровня общего холестерина и холестерина липопротеинов низкой плотности с повышенным риском развития ишемической болезни сердца связывают и другие нарушения обмена липидов и липопротеинов, наиболее распространённые представлены ниже.
Повышение триглицеридов
Гипертриглицеридемия диагностируется, когда уровень триглицеридов становиться выше 1,7 ммоль/л. Считается, что уровень триглицеридов увеличен, если он находится в пределе от 1,7 до 5,6 ммоль/л, умеренно повышен — от 5,6 до 10 ммоль/л и очень высокий от 10 ммоль/л. Триглицериды лучше измерять натощак (для этого нужно не есть в течение не менее девяти часов). Некоторым людям с повышенным уровнем триглицеридов может потребоваться медикаментозное лечение.
Низкий уровень холестерина липопротеинов высокой плотности
Результаты многочисленных эпидемиологических исследований здоровых групп населения (в первую очередь, Фрамингемского исследования сердца) показывают, что высокие уровни холестерина липопротеинов высокой плотности («хорошего холестерина») могут в теории защищать от ишемической болезни сердца. Например, в таких исследованиях было обнаружено, что у пациентов с подтвержденной ишемической болезнью сердца уровень холестерина липопротеинов высокой плотности ниже. Но чёткая взаимосвязь между холестерином липопротеинов высокой плотности и ишемической болезнью сердца пока под вопросом.
Высокий уровень холестерина, не связанного с холестерином липопротеинов высокой плотности (не ЛНП)
Считается, что холестерин не ЛНП (общий холестерин минус холестерин липопротеинов высокой плотности) лучше показывает риск ишемической болезни сердца, чем один холестерин липопротеинов низкой плотности. В одном исследовании, которое включало около 400 тысяч взрослых мужчин и женщин, частота сердечно-сосудистых заболеваний за 30 лет была примерно в три-четыре раза выше среди людей с самым высоким (≥5,7 ммоль/л) холестерином не ЛНП. В этом исследовании их сравнивали с теми, у кого уровень холестерина не ЛНП был самым низким — 2,6 ммоль/л.
Высокий уровень липопротеина (а)
Риск болезней сердца увеличивается линейно вместе с уровнем липопротеина (a). Измерение липопротеина (a) скорее более полезно для молодых людей с личной или семейной историей преждевременных сосудистых заболеваний. Но пока рекомендации по оценке этого параметра очень спорные. Европейское общество кардиологов предлагает измерять липопротеин (a) хотя бы один раз в жизни каждого взрослого человека. Они считают, что это поможет выявить людей с очень высоким пожизненным риском сердечно-сосудистых заболеваний. Чтобы определить человека в такую группу, уровень липопротеина (a) должен быть выше 430 нмоль/л. Но пока не понятно, снижает ли риск сердечно-сосудистых заболеваний меры по снижению уровня липопротеина (a).

### Повышенное артериальное давление
Артериальная гипертензия создает нагрузку на сердце и сосуды. Это хорошо установленный фактор риска сердечно-сосудистых заболеваний, включая смертность от ишемической болезни сердца. Нормальным считается давление ниже 120/80 мм рт. ст. Согласно рекомендациям Американского колледжа кардиологов (American College of Cardiology) и Американской ассоциации сердца (American Heart Association) за 2017 год, у артериальной гипертензии есть две стадии: I — 130—139/80-89 и II — как минимум 140/90. А цифры 120—129/менее 80 — это повышенное давление, которое увеличивает риск развития гипертонии. Например, в одном исследовании, при повышенном артериальном давлении риск сердечно-сосудистых заболеваний оказался выше на 67 %, чем у здоровых людей.

### Курение
Прекращение курения — важная мера профилактики ишемической болезни сердца. Ещё в 1950-х годах была показана тесная связь между воздействием сигаретного дыма на организм человека и развитием сердечных заболеваний. Риск возникновения инфаркта миокарда (как одного из проявлений ишемической болезни сердца) увеличивается в шесть раз у женщин и в три раза у мужчин, выкуривающих не менее 20 сигарет в день, если сравнивать их с никогда не курящими людьми. Риск повторного инфаркта миокарда снижается на 50 % в течение одного года после отказа от курения и нормализуется до уровня некурящих в течение двух лет. Преимущества отказа от курения появляются вне зависимости от того, как долго человек курил ранее.

### Лишний вес
Лишний вес обычно усугубляет другие факторы риска. Определить, что масса тела взрослого человека соответствует норме, можно через индекс массы тела. Его рассчитывают по формуле — отношение массы тела в килограммах к квадрату роста в метрах (кг/м²), если это отношение больше 30 — у человека ожирение. Другой способ — оценить соотношение окружности талии с окружностью бёдер. Здесь признаком ожирения считаются соотношение окружности талии и бёдер выше 0,90 у мужчин и 0,85 у женщин.

### Сахарный диабет
У людей с сахарным диабетом в 2—8 раз больше шансов столкнуться с сердечно-сосудистыми заболеваниями, чем у людей того же возраста без диабета. Сахарный диабет — сильный фактора риска ишемической болезни сердца. Но кроме этого люди с диабетом чаще сталкиваются с другими факторами риска, например, с гипертонией или лишним весом. Поэтому риск ишемической болезни сердца у людей с диабетом сильно меняется в зависимости от количества и тяжести остальных факторов риска.

### Малоподвижный образ жизни
Самое масштабное глобальное тематическое исследование INTERHEART показало, что отсутствие регулярной физической активности увеличивает на 12 % риск первого инфаркта миокарда. Даже упражнения с умеренной нагрузкой защищают от ишемической болезни сердца и смертности. В некоторых исследованиях у мужчин, которые занимаются спортом средней интенсивности, риск смерти от ишемической болезни сердца был на 23 % ниже, чем у менее активных.

### Сильный стресс и психологические расстройства
Эти факторы могут способствовать раннему развитию атеросклероза, а также появлению инфаркта миокарда и внезапной остановки сердца. Связь между стрессом и атеросклерозом бывает как прямой, так и косвенной — через другие факторы риска. Например, курение или отсутствие физической активности.

### Неправильное питание
Некоторые особенности диеты могут увеличивать риски ишемической болезни сердца. К ним относятся продукты с высоким гликемическим индексом (белый хлеб, рис, макароны), низкое количество фруктов, овощей и клетчатки в диете, повышенное потребление красного мяса и трансжиров. Связь между холестерином из пищи и развитием сердечно-сосудистых заболеваний пока не до конца ясна. Однако в Руководстве по питанию Министерства здравоохранения и социальных служб США от 2020 года предлагается придерживаться разнообразного питания и потреблять как можно меньше холестерина с пищей. Потребление кофе (как с кофеином, так и без), по-видимому, не оказывает никакого влияния на развитие сердечно-сосудистых заболеваний.

### Некоторые заболевания
- Преэклампсия — состояние, которое может развиться у женщин во время беременности. Оно вызывает высокое артериальное давление и может привести к более высокому риску сердечных заболеваний в старшем возрасте[1].
- Системная красная волчанка, ревматоидный артрит и другие аутоиммунные заболевания. Риск сердечно-сосудистых заболеваний у людей с системной красной волчанкой как минимум вдвое выше по сравнению с общей популяцией[36]. Распространенность ишемической болезни сердца у пациентов с ревматоидным артритом зависит от конкретных проявлений заболевания и других факторов. Мета-анализ 24 исследований показал, что риск смерти от ишемической болезни сердца был на 59 % выше у пациентов с ревматоидным артритом, чем в общей популяции. Есть исследования, которые показывают, что люди с воспалительными заболеваниями кишечника имеют повышенный риск инфаркта миокарда, независимо от других факторов риска. Но пока это спорный момент, нужны дополнительные исследования, чтобы подтвердить этот факт[37][38].

- Апноэ во сне — расстройство при котором возникают постоянные остановки дыхания во время сна. Это вызывает внезапные падения уровня кислорода в крови, повышает артериальное давление, плохо влияет на сердечно-сосудистую систему и может привести к ишемической болезни сердца[1].
- Хроническая болезнь почек (хроническая почечная недостаточность) — заболевание, при котором почки не работают так, как должны[39]. Повышенный риск ишемической болезни сердца есть как у пациентов с тяжелой стадией болезни, так и при умеренной и лёгкой. Национальный фонд почек (National Kidney Foundation) с 2002 года предложил считать любую стадию хронической болезни почек фактором риска ишемической болезни сердца[40][41].

- Стоматологические заболевания, плохое состояние полости рта и потерю зубов связывают с умеренным увеличением частоты сердечно-сосудистых заболеваний, даже с учётом поправок на другие факторы риска[42][43]. Почему хронический пародонтит предрасполагает к ишемической болезни сердца не совсем понятно. Скорее всего, это связано неблагоприятным влиянием местного системного воспаления. Тема требует дальнейшего изучения[44].